# ひまわりの家
『ひまわりの家』（ひまわりのいえ）は、1977年11月7日から1978年5月1日まで日本テレビ系の月曜スター劇場で放映されたテレビドラマ。

## 内容
舞台は東京・神楽坂の和菓子店「笹岡」。ヒロイン・真紀の夫は7年前に海外へ出掛けたまま行方不明になった。そのため、血のつながらない子供たちを抱えながらも一人で店を切り盛りしている。真紀の強く誠実な生き方と様子を通して、本当の親子・家庭とは何かなどのことを描いていった。
『ひまわりの詩』『ひまわりの道』に続く、池内淳子主演の『ひまわりシリーズ』第3弾。息子役は、前2作での三浦友和から勝野洋に交替した。

## スタッフ
- 作：楠田芳子、高階秋成
- プロデューサー：早川恒夫
- 演出：細野英延、小杉義夫

## キャスト
- 笹岡真紀：池内淳子
- 圭一：勝野洋
- 直子：鈴鹿景子
- 一郎：井上純一
- 藤倉：竜雷太
- 美知子：大森暁美
- 川辺久造
- 民子：園佳也子
- 太郎：上村和也
- 福崎和宏
- 佐々木すみ江
- 浅野真弓
- 田中筆子
- 立枝歩
- 茅島成美
- 真紀の夫：木村功
- 北島：井川比佐志
- 久枝：月丘夢路
- キヨ：杉村春子

## 主題歌
- 「ロンド」
作詞・作曲：鈴木康博、歌：オフコース

| 日本テレビ系列 月曜スター劇場 | 日本テレビ系列 月曜スター劇場 | 日本テレビ系列 月曜スター劇場 |
| 前番組                        | 番組名                        | 次番組                        |
| ----------------------------- | ----------------------------- | ----------------------------- |
| たんぽぽ （第4シリーズ）      | ひまわりの家                  | たんぽぽ （第5シリーズ）      |